# Danton-Klasse
Die Danton-Klasse war eine Klasse von Linienschiffen der französischen Marine zu Beginn des 20. Jahrhunderts. Sie stellte einen Übergangstyp zwischen den Einheitslinienschiffen der Vor-Dreadnought-Ära und dem Dreadnought-Typ dar.

## Konzeption und Entwurfsgeschichte
Die Danton-Klasse war nach der Liberté-Klasse und der République-Klasse der zweite Versuch der französischen Marine, eine größere Anzahl Linienschiffe nach einem einheitlichen Entwurf zu bauen. Schon die beiden Vorgängerklassen waren ursprünglich als eine Klasse geplant gewesen. Auf Grund der langen Bauzeiten der französischen Werften wurde nach den ersten beiden Schiffen jedoch der Entwurf angepasst. Mit der Danton-Klasse gelang es, eine einheitliche Klasse von sechs Schiffen zu schaffen, allerdings wurden die Pläne mehrfach überarbeitet, das letzte Mal im Juni 1908, als bereits für fünf der sechs Schiffe der Kiel gelegt war.:46f
Beim Entwurf der Klasse ging die französische Marine davon aus, dass in einer Seeschlacht die Entscheidung bei Gefechtsentfernung zwischen 5 und 7 km fallen würde. Bei höheren Entfernungen wären nach französischen Vorstellungen die Trefferwahrscheinlichkeit und damit die Trefferhäufigkeit zu gering, als dass die stärkere Flotte ihre Überlegenheit zum Tragen bringen könnte.:47f.
Außerdem schloss die französische Marine aus der Seeschlacht bei Tsushima, dass das Schnellfeuer aus Geschützen mittlerer Kaliber (sogenannte Granathagel, frz. „la rafale“) schlachtentscheidend sei, da dieses die Aufbauten zerstören, Brände entfachen und so den Gegner außer Gefecht setzen würde. Die schwere Artillerie würde zwar gelegentlich entscheidende Glückstreffer landen, ihre eigentliche Aufgabe sei es aber, die gefechtsunfähigen Gegnerschiffe zu versenken. Nach diesen Vorstellungen musste die Mittelartillerie in der Lage sein, auf die übliche Gefechtsentfernung Panzerplatten mittlerer Stärke zu durchschlagen.:48
Aufbauend auf diese Überlegungen sah die Spezifikation des obersten Marinerates (frz. „conseil supérieur de la marine“) vom Mai 1905 ein 16.500-Tonnen-Schiff
- mit einer Bewaffnung von vier 30,5-cm-Geschützen und zwölf 19,4-cm-Geschützen,
- mit einem 3-Wellen-Antrieb mit Dreifach-Expansionsmaschinen für 18 Knoten
- und mit einem Panzerschutz wie der der République-Klasse, allerdings verbessertem Schutz gegen Torpedotreffer, vor.

Die Spezifikationen waren für die vorgesehene Größe zu ambitioniert. Weitere Vorschläge sahen Schiffe von 16.700 oder 17.000 Tonnen mit unterschiedlicher Anzahl an 19,4-cm- oder 24-cm-Geschützen vor. Eine geringere Wasserverdrängung oder eine stärkere Mittelartillerie ging dabei mit einem Verzicht auf den Unterwasserschutz einher.:47.
Da die Schiffe gegenüber potentiellen Gegnern nicht schnell genug sein würden, um die Gefechtsentfernung zu bestimmen, musste mit Gefechtsentfernungen am oberen Rand des zuvor genannten Bereichs gerechnet werden, also um 7 km. Für diese Entfernung wurde das 19,4-cm-Geschütz der Vorgängerklasse als Mittelartillerie zu schwach angesehen, so dass die Wahl auf das Kaliber 24 cm fiel. Letztlich wurden eine Verdrängung von 18.000 Tonnen und zwölf 24-cm-Geschütze spezifiziert. 18.000 Tonnen wurden dabei vom Marineminister Gaston Thomson als Obergrenze festgelegt.:48
Auf Basis der zuvor geschilderten Überlegungen wurden die 24-cm-Geschütze als Hauptbewaffnung des Schiffes angesehen.:49 Ähnliche Vorstellungen gab es um die Jahrhundertwende auch in der britischen Marine, wo teilweise die Mittelartillerien des Kaliber 15,2 cm als Hauptbewaffnung angesehen wurde. Der Erste Weltkrieg widerlegte diese Sichtweisen. Die französische Marine musste zu ihrem Erschrecken feststellen, dass bei den Falklandinseln das Feuer auf eine Entfernung eröffnet wurde, die 3 bis 4 km über der Reichweite französischer Schiffsgeschütze lag.:63
Der Bezeichnungsweise in der modernen Literatur folgend sind im Folgenden mit Hauptbewaffnung die kaliberstärksten Geschütze, also die mit Kaliber 30,5 cm, gemeint.
Weitere Diskussionen zwischen der Budgetkommission und der Konstruktionsabteilung (frz. „service techniques de construction naval“) drehten sich um die Geschwindigkeit des Entwurfs, führten aber zu keinem Ergebnis, so dass bis zum März 1906 dem technischen Komitee (frz. „comité technique“) zwei Entwürfe zur Auswertung vorgelegt wurden. Der Entwurf des Chefs der Konstruktionsabteilung Lhomme wurde im März 1906 akzeptiert, der Marinestab bestand jedoch auf Verbesserungen bzgl. Feuerleitung und Geschütztürmen mit dem Ziel, eine möglichst hohe Feuergeschwindigkeit zu erreichen.:48f.
In diesem Zusammenhang wurde vor dem Hintergrund der Entwicklung in anderen Marinen auch eine einheitliche Bewaffnung mit 30,5-cm-Geschützen diskutiert. Dabei wären die 24-cm-Doppeltürme durch 30,5-cm-Einzeltürme ersetzt worden. Dies hätte aber einen größeren Entwurf erfordert. Außerdem wäre das Gewicht einer Breitseite und voraussichtlich die Trefferfrequenz verringert worden.:49 Das Kaliber 24 cm war auch deshalb gewählt worden, weil es das größte Kaliber war, bei dem die Richtmechanismen es erlaubten, das Geschütz trotz Rollen des Schiffs kontinuierlich auf das Ziel auszurichten.:49, 52
Auch gab es Überlegungen über eine einheitliche Bewaffnung mit 20 24-cm-Geschützen oder mit 16 27,4-cm-Geschützen.:443:16
In der parlamentarischen Debatte wurde die Verwendung von Expansionsmaschinen statt der als fortschrittlicher erachteten Dampfturbinen in Frage gestellt. Daraufhin wurde eine technische Mission nach Großbritannien geschickt, die dort Turbinenantriebe und andere technische Fragen studierte. Auf deren Bericht hin initiierte die Konstruktionsabteilung im Juli 1906 ein Programm mit dem Ziel, die Klasse mit Turbinen vom Parsonstyp auszurüsten. Zu diesem Zeitpunkt waren bereits den Marinewerften in La Seyne und St. Nazaire die Aufträge für die ersten beiden Schiffe erteilt worden. Zum Ende des Jahres 1906 fiel in der parlamentarischen Debatte die endgültige Entscheidung, alle Schiffe der Klasse mit Turbinen auszurüsten, und für die restlichen vier Schiffe wurden Aufträge an private Werften erteilt.:49, 53
Weitere Abänderungen gegenüber dem bisherigen Plan sahen ein schweres 30,5-cm-Geschütz mit größerer Kaliberlänge, vier Wellen statt bisher drei und den Wegfall des Rammbugs vor. Die entsprechend abgeänderten Baupläne lagen Ende März 1907 vor.:54

## Technische Daten

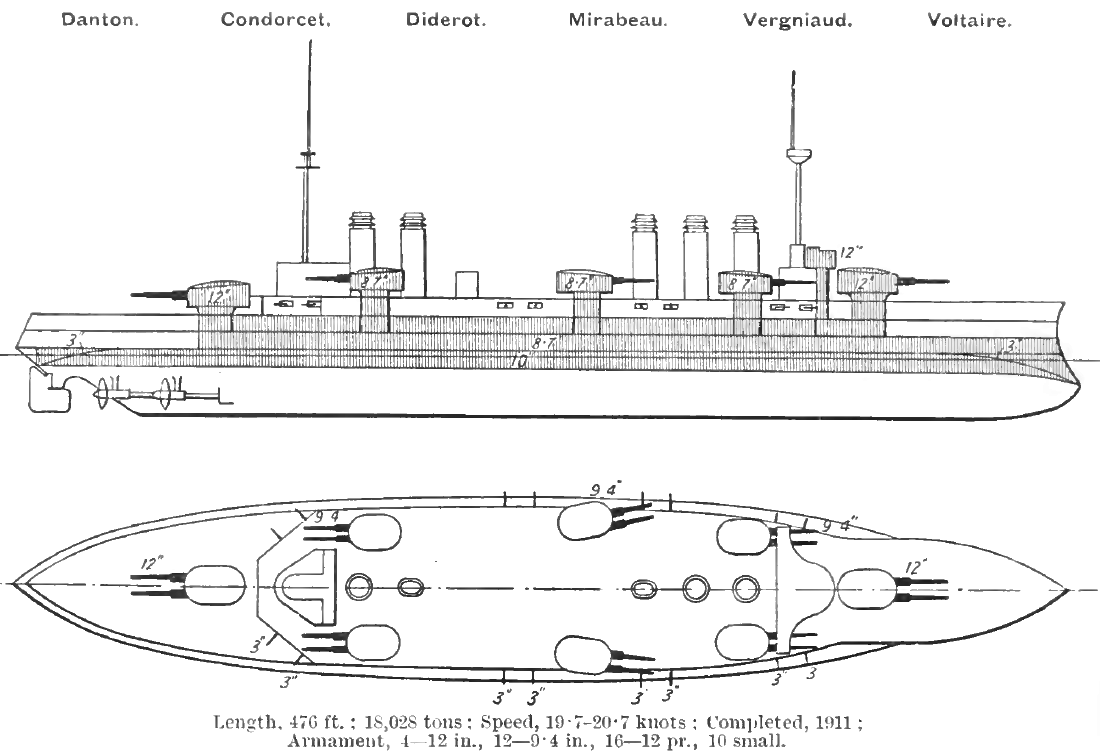
Seitenriss und Aufriss

Die Schiffe hatten eine Länge über alles von 146,6 m, eine Breite von 25,8 m und einen Tiefgang von 8,44 m. Bei Fertigstellung verdrängten sie 18.754 Tonnen.:49
Die Schiffe trugen den vorderen Hauptgeschützturm auf Höhe des langen Vordecks, das sich bis zum hinteren Geschützturm erstreckte. Die 24-cm-Doppeltürme standen in gleicher Höhe auf den beiden Schiffsseiten und flankierten die Kesselräume und den Generatorraum. Der hintere Hauptgeschützturm stand ein Deck tiefer auf dem Hauptdeck. Die Schiffe hatten fünf Schornsteine, drei für den vorderen und zwei für den hinteren Kesselraum. Dazwischen befand sich eine charakteristische Lücke für den Maschinen- und den Generatorraum sowie Kohlenbunker und Munitionskammern. Die Rumpfseiten der Schiffe zeigten einen starken Seiteneinfall, wie es für französische Kriegsschiffe dieser Periode charakteristisch war.:48, 60
Die planmäßige Besatzung betrug 28 Offiziere und 824 Matrosen, als Flaggschiff 12 Offiziere und 51 Matrosen mehr.:49

### Bewaffnung
Die Hauptgeschütztürme trugen je zwei 30,5-cm-L/45-Geschütze des Modells 1906. Diese verschossen eine 440 kg schwere panzerbrechende Granate mit einer Mündungsgeschwindigkeit von 780 m/s. Der Treibsatz bestand aus vier je 36 kg schweren Viertelladungen. Die maximale Erhöhung betrug 12°, womit eine Reichweite von 14,5 km erzielt wurde. Die Feuergeschwindigkeit betrug 1,5 Schuss pro Minute und Rohr. Die Geschütztürme waren über durchgehende Munitionsaufzüge (d. h. ohne Umladekammer) mit den darunterliegenden Magazinen verbunden. Der normale Munitionsvorrat betrug 65 Schuss pro Geschütz, maximal 75 Schuss.:56f.

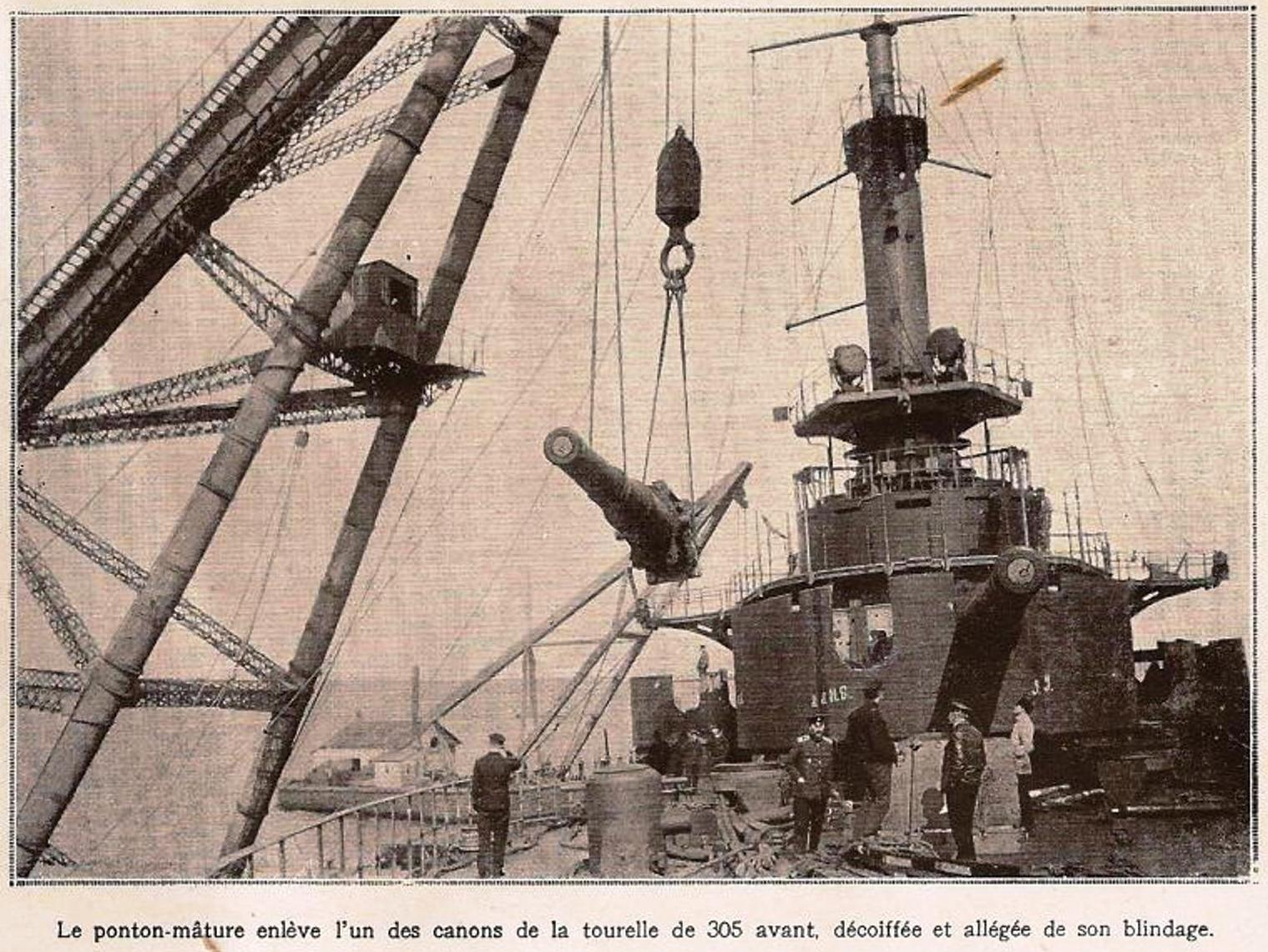
Vorderer Geschützturm der Mirabeau. Nach der Strandung im Februar 1919 werden die Geschütze ausgebaut.

Die Granate war ein neues Modell, das ca. 100 kg schwerer war als der Vorgänger und dessen Sprengladung aus Pikrinsäure statt aus Schwarzpulver bestand. Sie hatte einen Mehrzweckzünder, der sowohl gegen leicht als auch gegen schwer gepanzerte Ziele effektiv sein sollte.:57 Der Zünder war eine Neuentwicklung und sollte zum Standard für schwere französische Granaten werden. Laut John Jordan und Robert Dumas ist nur wenig über diesen Zündertyp bekannt, er scheint sich aber als wirksam erwiesen zu haben.
Die sekundäre Bewaffnung bestand aus zwölf 24-cm-L/50-Geschütze des Modells 1902–1906. Die 240 kg schwere panzerbrechende Granate hatte eine Mündungsgeschwindigkeit von 800 m/s. Der Treibsatz bestand aus drei Drittelladungen mit je 25 kg Gewicht. Die Feuergeschwindigkeit betrug 2 Schuss pro Minute und Rohr.:57
Die Türme erlaubten eine maximale Rohrerhöhung von 13°, womit eine Reichweite von 14 km erzielt wurde. Der Munitionsaufzug war zweigeteilt. Der untere Teil führte in eine Umladekammer, die sich direkt unter den Geschützen befand und sich mit dem Turm mitdrehte. Der obere Teil des Aufzugs verband die Umladekammer mit den Geschützen. Nur die mittleren Geschütztürme befanden sich direkt über ihren Munitionskammern. Bei den vorderen und hinteren 24-cm-Türmen ließ die Breite der Kesselräume mit den flankierenden Kohlenbunkern dies nicht zu, die Magazine befanden sich vor Kesselraum 1 bzw. hinter Kesselraum 2 neben den jeweiligen 30,5-cm-Magazinen. Es wurden 80 (maximal 100) Schuss pro Geschütz mitgeführt.:56f.
Bei beiden Turmtypen erfolgte die Höhen- und Seitenrichtung über Elektromotoren. Die Treibladungen wurden in den Magazinen einzeln in Zinnbehältern aufbewahrt.
Die Danton-Klasse war die erste französische Schiffsklasse mit Entfernungsmessern, deren Arbeitsweise keine Kenntnisse der Charakteristika des Ziels (wie z. B. Masthöhe) erforderte. Die Schiffe trugen zwei Koinzidenzentfernungsmesser der Firma Barr & Stroud mit einer Basislänge von 6 Fuß (ca. 1,8 m) auf dem Kommandoturm. Außerdem war auf jedem der acht Türme ein kleineres Gerät mit einer Basislänge von 4 Fuß 6 Zoll (ca. 1,37 m) desselben Herstellers installiert. Da die Besatzung den Umgang mit diesen Geräten erst lernen musste, waren außerdem acht stadiametrische Entfernungsmesser von Ponthus & Therode installiert, also Messgeräte, deren Funktionsweise die Kenntnis von Länge und Masthöhe des Ziels erforderte.:57:49, 52
Zur Abwehr von Torpedobooten waren 16 7,5-cm-Geschütze und zehn 4,7-cm-Geschütze an Bord. Die 7,5-cm-L/62,5-Geschütze waren Schneider-et-Cie-Geschütze vom Modell 1908. Sie hatten halbautomatische Verschlüsse und feuerten Patronenmunition mit einer 6,4 kg schweren Granate bei einer maximalen Feuergeschwindigkeit von 10 Schuss pro Minute. Die maximale Reichweite betrug 8 km. Je zwei Geschütze waren beidseits unter der Brücke auf dem Oberdeck mit Bestreichungswinkeln nach vorne aufgestellt, je vier Geschütze auf beiden Seiten ebenfalls auf dem Oberdeck auf Höhe der vorderen Schornsteingruppe und die restlichen vier Geschütze ein Deck tiefer auf dem Hauptdeck nahe dem Heck mit Bestreichungswinkeln nach achtern. Die Geschütze hatten keinen Panzerschutz und feuerten durch Luken, die durch wasserdichte Klappen verschlossen werden konnten.:58f.

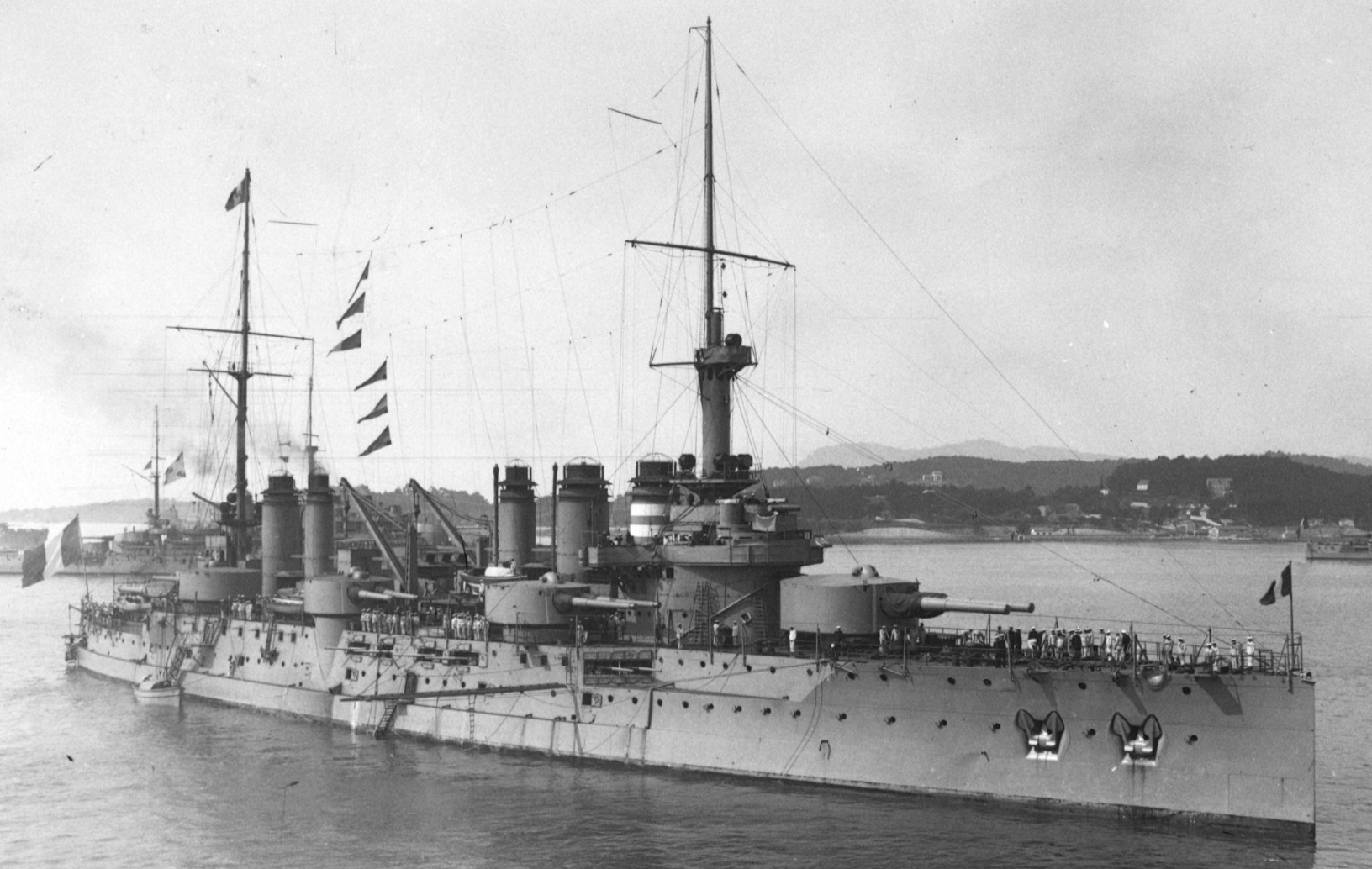
Die Voltaire. Die vordere und mittlere Gruppe 7,5-cm-Geschütze ist gut zu erkennen.

Die 4,7-cm-Geschütze standen offen auf den Aufbauten. Es handelte sich um Hotchkiss-Geschütze von 1902 mit einer Kaliberlänge von L/40. Sie verschossen ein 3,45-kg-Geschoss auf maximal 6 km mit einer maximalen Feuergeschwindigkeit von 15 Schuss pro Minute.:58f.
Außerdem verfügten die Schiffe über je ein Unterwasserrohr für 45-cm-Torpedos auf jeder Seite auf Höhe der Kommandobrücke. Es wurden insgesamt sechs Torpedos mitgeführt. Weiterhin konnten die Schiffe zehn 375 kg schwere Harlé-H3-Minen Modell 1906 mitführen, aber nicht selbst legen. Hierzu hätten die Beiboote oder andere Schiffe dienen müssen.:59

### Antrieb
Die Schiffe wurden von Turbinen vom Parsons-Typ angetrieben, die auf vier Wellen wirkten. Auf die Außenwellen wirkten je eine Hochdruck-Turbine sowie eine weitere, für die Rückwärtsfahrt bestimmte Hochdruck-Turbine. Die Innenwellen wurden jeweils von einer Niederdruck-Turbine sowie von einer Hochdruck-Marschturbine (Steuerbordwelle) bzw. einer Mitteldruck-Marschturbine (Backbordwelle) angetrieben. Die vier Turbinensätze standen nebeneinander in einem Maschinenraum, die Turbinensätze für die Außenwellen waren durch Längsschotten von den mittleren Turbinensätze getrennt.:60, 64f.
Die Turbinen wurden von den Forges et Chantiers de la Méditerranée und den Ateliers & Chantiers de la Loire & Penhoët in Lizenz gefertigt.:63 Bei der Erprobung an Land liefen die Turbinen problemlos. An Bord zeigte sich jedoch, dass der Abstand zwischen Rotor und Stator zu gering war. Die führte vielfach zum Verlust der Beschaufelung. Bis zum Ersten Weltkrieg waren diese Probleme im Wesentlichen gelöst.:66
Vor dem Maschinenraum befand sich der Generatorraum mit vier Turbogeneratoren.:64f.
Gespeist wurden die Maschinen und Generatoren aus 26 kohlegefeuerten Kesseln von Niclausse- oder Belleville-Typ. Ölfeuerung für einen Teil der Kessel wurde erwogen, aber nicht umgesetzt. 17 Kessel in Gruppen zu sechs, acht und drei Kessel befanden sich im vorderen Kesselraum, der vor dem Generatorenraum lag. Die übrigen neun Kessel waren in zwei Gruppen zu drei und sechs Kessel in achteren Kesselraum direkt hinter dem Maschinenraum aufgestellt. Die Belleville-Kessel bewährten sich, die Niclausse-Kessel hingegen wiesen eine schlechte Verbrennung mit starker Rauchentwicklung auf. Außerdem waren sie weniger gut für Turbinen geeignet.:65f.
Die Antriebsanlage war für eine Leistung von 22.500 Wellen-PS:443:16 und eine Geschwindigkeit von 19,25 Knoten entworfen. Der Bunkerinhalt betrug 695 Tonnen Kohle bei Konstruktionsverdrängung und 2.027 Tonnen maximal. Damit sollte eine Reichweite von 3.500 Seemeilen bei 10 Knoten erreicht werden.:49
Bei Probefahrten erreichte die Voltaire mit 20,66 Knoten die höchste Geschwindigkeit, die übrigen Schiffe erreichten zwischen 19,7 und 20,2 Knoten. Als wirtschaftlichste Geschwindigkeit wurde 12 Knoten ermittelt, für die die Reichweite aus den Einsatzerfahrungen auf 3.100 bis 4.900 Seemeilen geschätzt wurde.:66

### Panzerschutz
Der Panzerschutz war aus dem der vorangegangenen Liberté-Klasse abgeleitet. Wie die Bewaffnung war er auf kurze Gefechtsentfernung ausgelegt, also auf mit flacher Flugbahn auftreffende Geschosse. Dementsprechend konzentrierte sich die Panzerung auf die vertikalen Flächen. Die dünnere Panzerung der Decks sollten die lebenswichtigen Einrichtungen im Schiffsinnern (Magazine, Antriebsanlage) nur vor Splittern der Granaten schützen, die die Seitenpanzerung durchschlagen konnten. Auf Grund des hohen Gewichts der Sekundärbewaffnung mussten gegenüber der Vorgängerklasse die Panzerstärken etwas geringer gehalten werden.:61f.
Der seitliche Panzergürtel erstreckte sich fast über die gesamte Schiffslänge vom Bug bis 2,7 m vor das Heck und von 1,6 m unter der Wasserlinie bis zum Hauptdeck 2,4 m über der Wasserlinie. Die größte Stärke hatte der Gürtel von ca. 20 m vom Bug bis ca. 20 m vom Heck, was die lebenswichtigen Bereiche abdeckte. Dort hatte er im Bereich der Wasserlinie eine Dicke von 250 mm und verjüngte sich nach oben 220 mm und nach unten auf 100 mm. Zum Bug und Heck hin nahm die größte Stärke graduell auf 180 mm ab. Am Heck wurde der Gürtel durch ein 200 mm starkes Querschott abgeschlossen.:59, 61–62
Der Panzergürtel – bis auf die Platten direkt am Bug – und das Querschott bestanden aus nach dem Kruppschen Verfahren gehärtetem Panzerstahl. Die vordersten Platten waren aus homogenem Panzerstahl gefertigt. Der Gürtel war mit 80 mm Teakholz hinterlegt.:61f
Um die Schiffe gegen Beschuss von vorne zu schützen, war am Vorschiff direkt oberhalb des beschriebenen Gürtelpanzers ein zusätzlicher Streifen homogener Panzerstahl angebracht (sogenannte „cuirasse mince“). Er erstreckte sich vom Bug bis über die Barbette des vorderen Hauptgeschützsturms und vom Hauptdeck bis zum Oberdeck. Seine Stärke betrug 64 mm und er hatte eine 58 mm starke Holzhinterlegung. Oberhalb seines hinteren Endes, also zwischen Oberdeck und Vordeck und auf Höhe der Barbette, befand sich zusätzlich 154 mm starkes Querschott als zusätzlicher Schutz vor Beschuss, der das Schiff in Längsrichtung von vorne treffen würde.:61f
Der Horizontalschutz bestand aus zwei Panzerdecks, die sich beide über die gesamte Schiffsbreite und vom Bug bis zum hinteren Querschott erstreckten. Das obere Panzerdeck auf Ebene des Hauptdecks bestand aus drei Lagen aus 16 mm starkem Schiffbaustahl und lag seitlich auf der Oberkante des Hauptpanzergürtels auf. Das untere Panzerdeck befand sich ein Deck tiefer und wies an den Seiten und am Bug eine Böschung nach unten auf. Im ebenen Bereich bestand es aus drei 15 mm starken Lagen Schiffbaustahl, an den Böschungen bestand die obere Lage aus homogenem Panzerstahl und war auf 40 mm verstärkt (also eine Verstärkung von insgesamt 45 mm auf insgesamt 70 mm).:61f
Die seitlichen Böschungen waren abgerundet und bis auf die Höhe der unteren Kante des Hauptpanzergürtels herabgezogen. Ihr unteres Ende stieß nicht – wie zu dieser Zeit im Kriegsschiffbau allgemein üblich – direkt an dem Hauptpanzergürtel. Vielmehr endeten sie etwas binnenbords auf der oberen Begrenzung des Torpedowulstes (siehe weiter unten). Der Raum an den Schiffsseiten zwischen den beiden Panzerdecks war oberhalb der Böschung in zahlreiche wasserdichte Abteilungen unterteilt (sogenannte „entrepont cellulaire“). Diese sollten für den Fall, dass die Seitenpanzerung von Geschossen durchschlagen wurde, Wassereinbrüche begrenzen.:62
Die Geschütztürme waren gegen Treffer von Granaten ihres eigenen Kalibers geschützt, wobei der vordere Bereich am stärksten gepanzert war. Die Hauptgeschütztürme hatten einen Schutz aus 340 mm gehärtetem Panzerstahl an der Front, 260 mm an Seiten und Rückseite und eine Decke aus drei Lagen zu je 24 mm Panzerstahl. Bei den 24-cm-Türmen waren die Front 225 mm sowie die Seiten und die Rückseite 188 mm stark. Die Decke bestand aus drei Lagen zu je 17 mm.
Die Barbetten der Hauptgeschütztürme waren oben, also an den exponierten Stellen, mit 246 mm am stärksten gepanzert. Dort, wo sie hinter Seitenpanzer lagen, verringerte sich die Panzerung. Bei der vorderen Barbette geschah dies in zwei Stufen: Hinter dem „cuirasse mince“ war die Panzerung noch 166 mm stark, zwischen den Panzerdecks, also hinter dem Hauptpanzergürtel, nur noch 66 mm. Bei der hinteren Barbette reichte der 246 mm starke Panzer bis zum oberen Panzerdeck, darunter verringerte sich der Schutz direkt auf 66 mm. Die Barbetten der 24-cm-Türme hatten oben im Reich der Umladekammer 154 mm Panzerung, die sich darunter leicht auf 148 mm verjüngte.:61f.
Der Kommandostand hatte eine Panzerung von 266 mm vorn, 216 mm hinten, eine Decke aus drei Panzerlagen von insgesamt 40 mm und einen Boden aus ebenfalls drei Panzerlagen von insgesamt 50 mm. Der Schacht des Kommandoturms hatte einen 200 mm dicken Schutz.:61
Die senkrechten Panzerflächen der Querschotts und Geschütztürme und des Kommandoturms sowie die Holzhinterlegung des Gürtelpanzers waren an einer Doppellage Schiffsbaustahl befestigt, deren Stärke von zweimal 8 mm (Gürtelpanzer vorn) bis zweimal 20 mm (Hauptgeschütztürme) variierte.:61f.

### Unterwasserschutz
Die Schiffe hatten einen Doppelboden, der bis zur Unterkante des Panzergürtels hochgezogen war.:62
Als Schutz gegen Unterwasserexplosionen war an beiden Schiffsseiten im Unterwasserschiff ein 2 m tiefer interner Wulst eingebaut, der sich von 20 m hinter dem Bug bis 20 m vor dem Heck erstreckte. An seiner Oberseite traf er an der Unterkante des Panzergürtels auf die Schiffsaußenwand. Seine Oberseite war mit dem unteren Ende der Panzerdecksböschung verbunden. Der untere Teil traf im Bereich der Kimm auf den Doppelboden und war bis zur Außenhaut durchgezogen. Der Wulst bestand aus drei Lagen Stahl mit einer Zugfestigkeit von 60 kg/mm².:61f.
In Längsrichtung war der Wulst durch Querschotten in insgesamt 23 2 bis 3 m lange wasserdichte Abteilungen unterteilt. Binnenbords des Wulstes befanden sich nochmals 16 wasserdichte Abteilungen, von denen vier als Kohlenbunker dienten und die übrigen leer waren.:61f.
John Jordan kritisiert, dass das System nicht dafür konstruiert war, die Energie einer Unterwasserexplosion zu absorbieren. Stattdessen habe es nur einen relativ großen überflutbaren Bereich zur Verfügung gestellt. Ein starker einseitiger Wassereinbruch würde aber ohne wirksame Möglichkeit zum Gegenfluten ein Schiff schnell destabilisieren und zum Kentern bringen. Genau dies sei geschehen, als die Danton im März 1917 von zwei U-Boot-Torpedos getroffen wurde.:61f.
Jane’s Battleships hingegen beurteilt den Unterwasserschutz als gut. Das Buch verweist auf die Tatsache, dass die Voltaire zwei Torpedotreffer durch das deutsche U-Boot UB 48 überstand. Daneben führt das Werk ebenfalls die Torpedierung der Danton an und verweist darauf, dass andere zeitgenössische Schiffe nach vergleichbaren Unterwasserschäden „wie Steine“ gesunken seien. Die Danton hingegen sei noch über eine halbe Stunde gehalten worden, wodurch sich ein Großteil der Mannschaft retten konnte:16

## Geschichte
Die folgende Tabelle gibt einen Überblick über die Baugeschichte der Klasse. Ungewöhnlich war die Namensgebung: Die Schiffe erhielten keine Traditionsnamen, sondern waren nach Persönlichkeiten der Französischen Revolution benannt.:440, 442:53
|           | Bauwerft:                                                | Kiellegung       | Stapellauf       | Indienststellung (Armement définitif) | Namensgeber                                              |
| --------- | -------------------------------------------------------- | ---------------- | ---------------- | ------------------------------------- | -------------------------------------------------------- |
| Voltaire  | Forges et Chantiers de la Méditerranée, La Seyne-sur-Mer | 8. Juni 1907     | 16. Januar 1909  | 5. August 1911                        | Voltaire                                                 |
| Condorcet | Ateliers & Chantiers de la Loire, St. Nazaire            | 23. August 1907  | 20. April 1909   | 25. Juli 1911                         | Marie Jean Antoine Nicolas Caritat, Marquis de Condorcet |
| Diderot   | Ateliers & Chantiers de la Loire, St. Nazaire            | 20. Oktober 1907 | 19. April 1909   | 25. Juli 1911                         | Denis Diderot                                            |
| Danton    | Arsenal de Brest, Brest                                  | 9. Januar 1908   | 4. Juli 1909     | 24. Juli 1911                         | Georges Danton                                           |
| Mirabeau  | Arsenal de Lorient, Lorient                              | 4. Mai 1908      | 28. Oktober 1909 | 1. August 1911                        | Honoré Gabriel de Riqueti, comte de Mirabeau             |
| Vergniaud | Forges & Chantiers de la Gironde, Bordeaux               | Juli 1908        | 12. April 1910   | 18. Dezember 1911                     | Pierre Vergniaud                                         |

Als die Vergniaud als letztes Schiff im Juli 1908 auf Kiel gelegt wurde, hatte die britische Marine die Dreadnought bereits über ein Jahr in Dienst, die Bellerophon-Klasse war von Stapel gelaufen und die St. Vincent-Klasse im Bau. Auch Deutschland und die USA bauten bereits vollwertige Dreadnoughts. Da die französische Marine die Klasse zu Ende baute, konnte sie erst 1910 mit der Courbet-Klasse Großlinienschiffe auf Stapel legen, die technisch einigermaßen auf der Höhe ihrer Zeit waren.

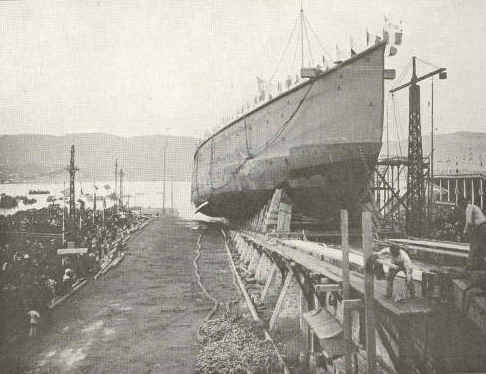
Stapellauf der Voltaire am 16. Januar 1909

Alle sechs Schiffe wurden während des Ersten Weltkrieges im Mittelmeer eingesetzt. Zu Beginn des Krieges waren sie die modernsten einsatzbereiten Schlachtschiffe Frankreichs, da die Schiffe der Courbet-Klasse kaum eingefahren waren.:47

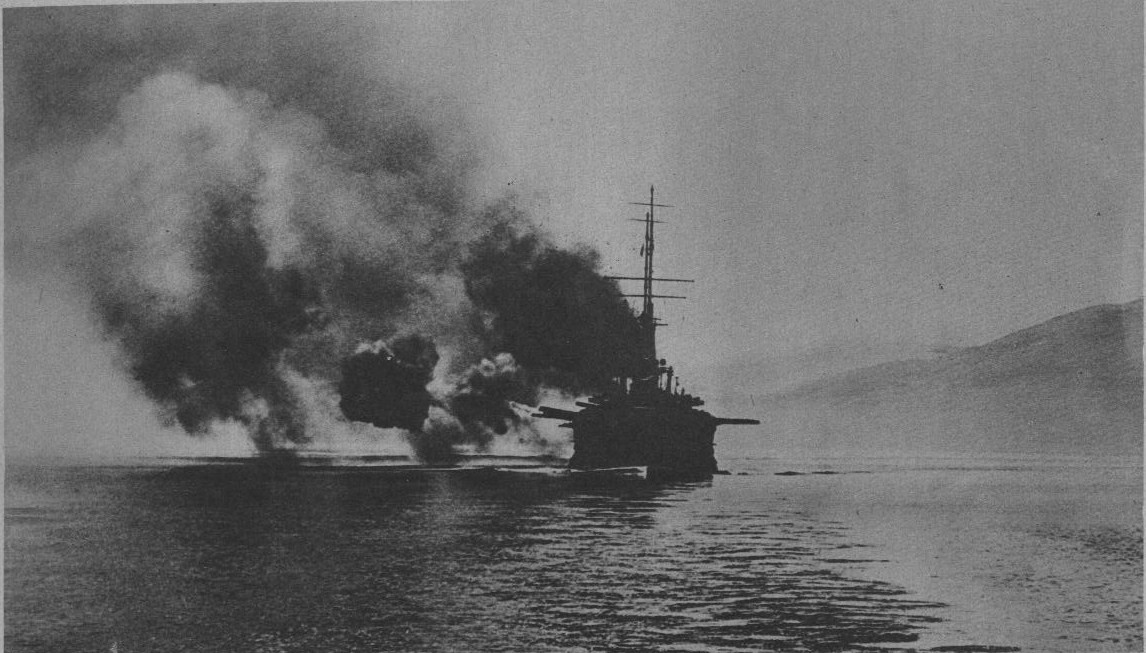
Die Mirabeau beschießt am 1. Dezember 1916 Athen

Die Vergniaud war am 16. August 1914 in der Adria an der Versenkung des österreichisch-ungarischen Kreuzers Zenta durch die französische Mittelmeerflotte beteiligt. Am 1. September 1914 beschoss sie Kotor. Die Voltaire wurde am 16. August 1918 durch eine Unterwasserexplosion unbekannter Ursache schwer beschädigt. Die Mirabeau und die Vergniaud wurden 1919 im Schwarzen Meer im Rahmen der Intervention der Westmächte gegen die Bolschewisten eingesetzt, wobei die Mirabeau durch Strandung beschädigt wurde.:442
Die verbleibenden Schiffe waren noch in der Nachkriegszeit Teil der französischen Flotte. Voltaire, Condorcet und Diderot waren noch Teil der Schlachtschifftonnage, die der französischen Marine im Jahr 1922 im Washingtoner Flottenabkommen zugesprochen wurde.:61f. Diese 3 Schiffe wurden in der Zeit von 1923 bis 1925 modernisiert, wobei auch der Unterwasserschutz verbessert wurde.:443
Der Verbleib der Schiffe im Einzelnen::442
- Voltaire: 1935 gestrichen, 1939 abgewrackt.
- Condorcet: 1931 gestrichen, seitdem für Hilfsaufgaben verwendet. Beim Einmarsch deutscher Truppen in Toulon am 27. November 1942 beschädigt, im August 1944 durch US-amerikanischen Luftangriff versenkt, nach dem Krieg geborgen und bis 1959 abgewrackt.
- Diderot: 1936 gestrichen, 1937 abgewrackt.
- Danton: Am 19. März 1917 südlich Sardiniens durch zwei Torpedos des deutschen U-Bootes U 64 versenkt.
- Mirabeau: Am 13. Februar 1919 durch Strandung an der Krim beschädigt, nicht wieder dienstfähig gemacht, als Zielschiff verwendet.
- Vergniaud: 1919 Reserve, 1921 gestrichen, anschließend für Versuche verwendet, 1929 abgewrackt.